# Argument (revue)
Pour les articles homonymes, voir Argument.
Argument est une revue québécoise biannuelle d'idées et de débat fondée en 1998. Elle a été publiée de 1998 à 2011 par les Presses de l'Université Laval, et est maintenant publiée par les éditions Liber. Elle traite particulièrement de politique, de société et d'histoire.
La revue déclare qu'elle « n'est pas alignée sur un parti ou une idéologie politique » et qu'elle « s’est faite l’écho d’une sensibilité intellectuelle nouvelle au Québec qui a surgi à la fin des années 1990 », bien qu'elle soit considérée d'orientation nationaliste conservatrice par certains observateurs.
Son rédacteur en chef est Patrick Moreau, professeur de littérature au collège Ahuntsic. Son directeur est Raphaël Arteau-McNeil, professeur de philosophie et auteur de La perte et l'héritage. Les principaux collaborateurs de la revue sont François Charbonneau, Éric Bédard, Gilles Labelle, Danic Parenteau, Marie-Andrée Lamontagne, Marc Chevrier, Daniel Tanguay et Daniel Jacques.

## Orientation politique et réactions
La revue Argument se présente lors de sa création en 1998 comme un lieu de débat libre de toute allégeance politique, bien que sa raison d’être soit de permettre l’expression d’une « nouvelle sensibilité » définie en des termes plutôt vagues. Cette sensibilité se traduirait notamment par une certaine prise de distance par rapport à « l'esprit de révolution et de liberté qui a caractérisé les générations précédentes », et serait à la source d’un « malentendu » entre différentes générations de Québécois.
En 2001, la revue réitère son opposition aux étiquettes idéologiques et déclare être « la chapelle d’aucune gauche ni d’aucune droite ». La revue Cité Libre, pour sa part, la considère d’orientation nationaliste.
Selon l’auteur Jean-Pierre Couture, un virage néoconservateur y aurait été effectué dès 2010 à la suite d'un changement de direction. Toujours selon le même auteur, s’y exprimerait notamment directement ou indirectement un cercle « néoconservateur » composé de figures telles que Mathieu Bock-Côté, Jacques Beauchemin, Éric Bédard et Joseph Facal.
Un des membres du conseil de rédaction, Gilles Labelle, précise en 2011 qu’un des objectifs de la revue est de critiquer une certaine conception maximaliste de l’idéologie pluraliste.
Pierre Foglia, de son côté, qualifie la revue de « non-alignée, ni de gauche, ni de droite ». Elle ne recevrait pas de subventions et son tirage en 2013 serait d’un modeste 350 copies par numéro. Il y loue notamment la place qu’on y fait à la culture générale.

## Historique des numéros et de leurs sujets
| Volume                                | Dossier(s) |
| Vol. 1, n° 1 (automne 1998)           | L’avenir de nos illusions. De la noirceur, de la tranquillité et de la révolution présumées                                                    |
| Vol. 1, n° 2 (printemps 1999)         | France-Québec : regards sur un éternel malentendu                                                                                              |
| Vol. 2, n° 1 (automne 1999)           | Rock, punk, rap : culture ou imposture ? |
| Vol. 2, n° 2 (hiver 2000)             | 1. Pensées et politiques amérindiennes aujourd’hui 2. La souveraineté face au gouvernement des juges                                           |
| Vol. 3, n° 1 (automne-hiver 2000-1)   | Demain, le post humain ? |
| Vol. 3, n° 2 (printemps-été 2001)     | 1. La révolution tranquille : un héritage en discussion 2. Grandeurs et misères de l’université                                                |
| Vol. 4, n° 1 (automne-hiver 2001)     | 1. Enquête sur le catastrophisme 2. Amour, amitié et accompagnement à l’heure de l’économie marchande                                          |
| Vol. 4, n° 2 (printemps-été 2002)     | 1. Regards sur l’impasse québécoise 2. Le souci du corps                                                                                       |
| Vol. 5, n° 1 (automne-hiver 2002-3)   | Le 11 septembre, un an après |
| Vol. 5, n° 2 (printemps-été 2003)     | L’ADQ, la nouvelle donne politique |
| Vol. 6, n° 1 (automne-hiver 2003-4)   | La toute-puissance des images. La création contemporaine face aux nouvelles images : technologie, publicité et réalité virtuelle               |
| Vol. 6, n° 2 (printemps-été 2004)     | 1. Humanisme et technique 2. De Mai 68 à Seattle: trois générations face à l’engagement                                                        |
| Vol. 7, n° 1 (automne-hiver 2004-5)   | 1. Le Canada au Québec, Le Canada vu du Québec 2. Défense de l’enseignement de la philosophie au collégial                                     |
| Vol. 7, n° 2 (printemps-été 2005)     | 1. L’antiaméricanisme Québécois 2. L’impuissance politique au Québec                                                                           |
| Vol. 8, n° 1 (automne-hiver 2005-6)   | Malaise dans la québécitude |
| Vol. 8, n° 2 (printemps-été 2006)     | 1. Les dieux aux portes de la cité 2. Légalisation de la prostitution ?                                                                        |
| Vol. 9, n° 1 (automne-hiver 2006-7)   | L’éducation à la dérive |
| Vol. 9, n° 2 (printemps-été 2007)     | 1.Voyage au bout du néoconservatisme 2. Le Canada en guerre                                                                                    |
| Vol. 10, n° 1 (automne-hiver 2007-8)  | Devons-nous en finir avec l’indépendance ? |
| Vol. 10, n° 2 (printemps-été 2008)    | 1. La démission de Radio-Canada 2. Les filles de Simone                                                                                        |
| Vol. 11, n° 1 (automne-hiver 2008-9)  | 1. L’art de lire en suspens 2. Les écologistes font-ils fausse route ?                                                                         |
| Vol. 11, n° 2 (printemps-été 2009)    | 1. Le capitalisme est-il une fatalité ? 2. Le Moulin à images                                                                                  |
| Vol. 12, n° 1 (automne-hiver 2009-10) | 1. L’art et ses élites 2. Les crises de l’université                                                                                           |
| Vol. 12, n° 2 (printemps-été 2010)    | L’infâme de notre temps : les jargons |
| Vol. 13, n° 1 (automne-hiver 2010-11) | 1. Le Québec au miroir de ses téléséries 2. Grandeur et misère du citoyennisme                                                                 |
| Vol. 13, n° 2 (printemps-été 2011)    | 1. Le Québec a-t-il mal à son architecture ? 2. La biographie raconte-t-elle vraiment une vie ?                                                |
| Vol. 14, n° 1 (automne-hiver 2011-12) | 1. Qu’est-ce qu’être conservateur 2. Les pères d’aujourd’hui                                                                                   |
| Vol. 14, n° 2 (printemps-été 2012)    | 1. Quel avenir pour la question nationale ? 2. Émeutes urbaines, émois sociaux                                                                 |
| Vol. 15, n° 1 (automne-hiver 2012-13) | Sous peine d’être ignorant *Spécial 15e anniversaire *                                                                                         |
| Vol. 15, n° 2 (printemps-été 2013)    | 1. Le peuple selon la CLASSE 2. La révolution numérique                                                                                        |
| Vol. 16, n° 1 (automne-hiver 2013-14) | 1. Notre rapport au monde : ouverts, les Québécois ? 2. L’éducation des sentiments                                                             |
| Vol. 16, n° 2 (printemps-été 2014)    | Surprenante Nouvelle-France ! |
| Vol. 17, n° 1 (automne-hiver 2014-15) | 1. La morale sexuelle à l’épreuve du libéralisme 2. Quelle place pour les grands discours à notre époque ?                                     |
| Vol. 17, n° 2 (printemps-été 2015)    | 1. La mort en face 2. Notre avenir sera-t-il franglais ?                                                                                       |
| Vol. 18, n° 1 (automne-hiver 2015-16) | 1. Pour une contre-réforme en éducation 2. Le Québec est-il malade de ses médecins ?                                                           |
| Vol. 18, n° 2 (printemps-été 2016)    | 1. La Révolution tranquille et nous 2. Prose d’idées, proses de fiction : faut-il choisir ?                                                    |
| Vol. 19, n° 1 (automne-hiver 2016-17) | 1. L’affaire 2. Les nouveaux visages de la bêtise                                                                                              |
| Vol. 19, n° 2 (printemps-été 2017)    | La Confédération canadienne : 150 ans de quoi, au juste ?                                                                                      |
| Vol. 20, n° 1 (automne-hiver 2017-18) | Savoir débattre |
| Vol. 20, n° 2 (printemps-été 2018)    | 1. La science captive à l’heure de la post-vérité 2. À la recherche du métier qui sauve                                                        |
| Vol. 21, n° 1 (automne-hiver 2018-19) | 1. Censure, autocensure, conformisme 2. Le cinéma québécois en six prises                                                                      |
| Vol. 21, n° 2 (printemps-été 2019)    | 1. Les deux cultures : comment éviter les deux solitudes 2. Ces Russes qu’on adore détester : considérations sur la Russie de Vladimir Poutine |
| Vol. 22, n° 1 (automne-hiver 2019-20) | 1. La mémoire mise à mal 2. Que sera le monde en 2049 ?                                                                                        |
| Vol. 22, n° 2 (printemps-été 2020)    | |
| Vol. 23, n° 1 (automne-hiver 2020-21) | |
| Vol. 23, n° 2 (printemps-été 2021)    | |
| Vol. 24, n° 1 (automne-hiver 2021-22) | L'université sous pression |